# الهمجي النبيل

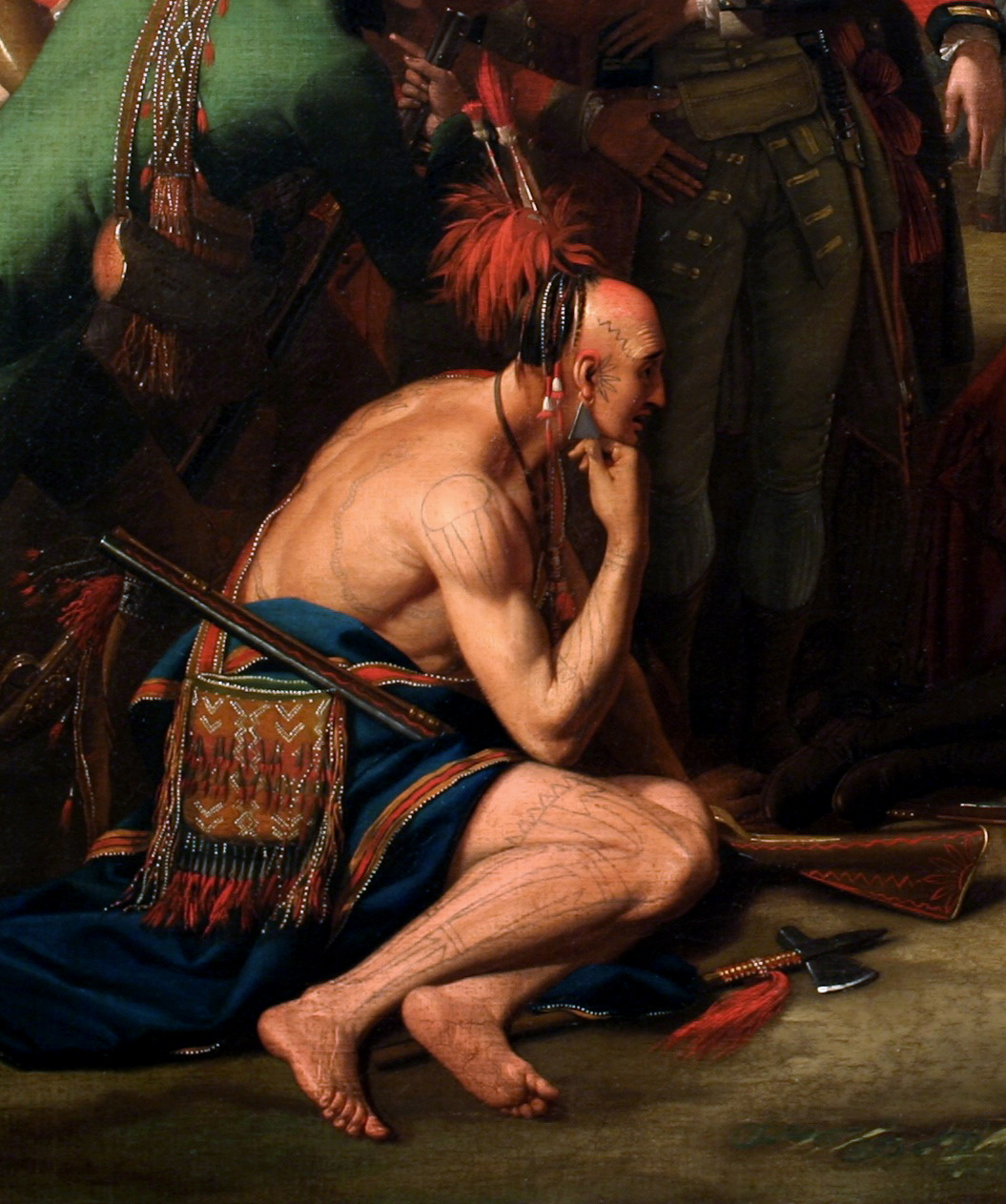

الهمجي النبيل (بالإنجليزية: Noble savage)‏ هو شخصية وضعية تجسد الأصل المتخيل على أنه الآخر غير الأبيض الذي لا تفسده الحضارة. على هذا النحو، يرمز الهمجي النبيل إلى الخير الفطري والتفوق الأخلاقي لشعب بدائي يعيش في وئام مع الطبيعة. في الدراما البطولية للمسرحية غزو الإسبان لغرناطة (1672)، يمثل جون درايدن الهمجي النبيل باعتباره نموذجًا أصليًا للإنسان كمخلوق من الطبيعة.